# هربرت دیکسون
هربرت دیکسون (انگلیسی: Herbert Dickson؛ ۱۸ آوریل ۱۹۰۹ – ۲۵ ژانویهٔ ۱۹۷۷) بازیکن فوتبال بود.
از باشگاه‌هایی که در آن بازی کرده‌است می‌توان به باشگاه فوتبال ایست استایلینگشا اشاره کرد.